# Bruzda graniczna

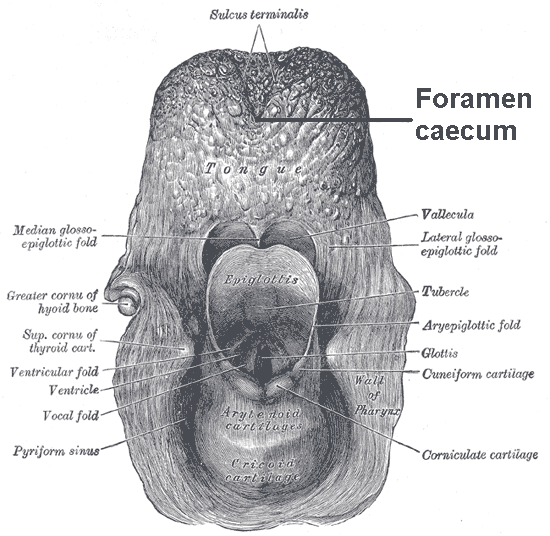
Na grafice przedstawione, w rzucie od tyłu, trzon języka (Tongue), nagłośnia (Epiglottis), górna część krtani i okoliczne tkanki. Widoczny tylny odcinek bruzdy granicznej (Sulcus terminalis), w kształcie litery V, na szczycie tworzący otwór ślepy (Foramen caecum).

Bruzda graniczna, także rowek graniczny (łac. sulcus terminalis) – w anatomii człowieka część języka oddzielająca jego trzon od nasady. Stanowi jednocześnie granicę między częścią przedbruzdową (łac. pars presulcalis) a częścią zabruzdową (łac. pars postsulcalis) języka, czyli – z przodu – elementami powstającymi z I pary łuków skrzelowych (boczne guzki językowe) i dna pierwotnego gardła (guzek nieparzysty) a – z tyłu – elementami powstającymi z II pary łuków skrzelowych.
Bruzda graniczna jest zagłębieniem w kształcie litery V zwróconym szczytem ku tyłowi. Szczyt, znajdujący się w linii pośrodkowej ciała, tworzy otwór ślepy. Bezpośrednio przed bruzdą układają się w równoległym do niej szeregu brodawki okolone.
Bruzda jest wyraźniejsza u płodu ludzkiego, z wiekiem staje się coraz słabiej zaznaczona.
Zaburzenie rozwojowe języka przejawiające się brakiem bruzdy granicznej może być elementem zespołu Saldino-Noonan.